# イコノクラスト!
『イコノクラスト!』は、榊一郎による日本のライトノベル。イラストはOKAMA（1・2巻）、kyo（3巻以降、1・2巻新装版）が担当している。MF文庫J（メディアファクトリー）より2004年9月から2008年11月まで刊行された。

## 登場人物
香芝省吾（かしば しょうご）
「イコノクラスト」の御者（搭乗者）として異世界から召喚された少年。
ゲーム好きな、ごく普通の高校二年生だった。

### 姫巫女
メリニ･コードラン
省吾に仕える姫巫女たちの中でも、特に美しい省吾の世話役。省吾のことを内心では見下していたが、後に精神的に追い詰められた彼に強姦された。
コードラン家の養女。
ペルテア･インペラス
インペラス家の姫巫女。
きびきびとした武術の達人。メリニと仲が良い。
アフィニエ・オトルチ
オトルチ家の姫巫女。
小柄で可愛らしい、ネロの実の妹。
ハーチェッタ・マブロ
マブロ家の姫巫女。
研ぎ澄まされたような美貌とハスキーボイスが特徴。
セネカ・ルースポリテ
ルースポリテ家の姫巫女。
眼鏡をかけている。
トリファスキアータ
血族の娘である盲目で無垢な少女。
エシェン・コードラン
メリニの解任と同時に姫巫女の座に就いたコードラン家の姫巫女。
プライドが高く、自信にあふれている。

### 秘密結社「レネゲイド」
バルド･コードラン
レネゲイド五氏族の中でも筆頭格のコードラン家の長。
ゼブロン･インペラス
剣舞師の血を引くインペラス家の長。
ペルテアの父親である実直で無骨な武人。
ネロ・オトルチ
オトルチ家の長。
若くしてオトルチ家の長を務めている青年で、アフィニエの実の兄。
タイロイド・マブロ
奇蹟術に通じたマブロ家の長。
学者肌。
パルマス・ルースポリテ
ルースポリテ家の長。
神経質な慎重派。

### その他
勅使河原花梨（てしがわら かりん）
省吾の従姉妹。中学三年生ながら、省吾のお目付け役。
省吾と共に召喚された。
レオン・ササハラ・スプリングフィールド
イコノクラストの存在を知る謎の男。
正体は前々代の救世主。
アンジェリット
レオンに付き従う眼鏡をかけた小柄な女性。

## 用語
ソロン
省吾が召喚された異世界。
神
ソロンの創造主。支配者として君臨していたが、五氏族の祖先により殺害される。
聖遺物
神の肉体の一部。奇跡術を行うために不可欠。
神罰代行者（代行者）
滅んだ神の呪いによって作られた擬似的な神。総計十六体存在し、裏切り者たる人間たちに神罰を下すべく行動する。
神罰代行者の落とし子(落とし子)
代行者の聖域が造り出した生物兵器。
その存在自体は物質的なものなので銃火器などによる殺傷が可能だが、繁殖能力を持つので完全に駆除することは不可能。
奇跡術

イコノクラスト
代行者と戦うべく秘密結社レネゲイドによって建造された巨大人型兵器。操縦は「神の因子を持たない」者にしか行えない。
姫巫女

エクノドラス真教会

血族
神の直系の子孫の一族。
アブソリュート
ネロ・オトルチが血族から造り出した第２のイコノクラスト

## 既刊一覧
- 榊一郎（著）・OKAMA（イラスト、1・2巻）・kyo（イラスト、3巻以降、1・2巻新装版） 『イコノクラスト!』 メディアファクトリー〈MF文庫J〉、全10巻
  1. 2004年9月25日発売[3]、ISBN 4-8401-1146-4
    - 新装版：2005年12月22日発売[4]、ISBN 4-8401-1461-7

  2. 2005年1月25日発売[5]、ISBN 4-8401-1208-8
    - 新装版：2005年12月22日発売[6]、ISBN 4-8401-1462-5

  3. 2005年7月25日発売[7]、ISBN 4-8401-1286-X
  4. 2006年1月25日発売[8]、ISBN 4-8401-1484-6
  5. 2006年6月23日発売[9]、ISBN 4-8401-1555-9
  6. 2006年9月25日発売[10]、ISBN 4-8401-1708-X
  7. 2007年7月25日発売[11]、ISBN 978-4-8401-1827-9
  8. 2007年11月22日発売[12]、ISBN 978-4-8401-2085-2
  9. 2008年6月25日発売[13]、ISBN 978-4-8401-2330-3
  10. 2008年11月25日発売[14]、ISBN 978-4-8401-2454-6